# Atimia mexicana
Atimia mexicana es una especie de escarabajo longicornio del género Atimia, tribu Atimiini, subfamilia Lamiinae. Fue descrita científicamente por Linsley en 1934.
La especie se mantiene activa durante los meses de mayo y junio.

## Descripción
Mide 11-12 milímetros de longitud.

## Distribución
Se distribuye por México.